# Guerre d'Ingouchie
La guerre d'Ingouchie (russe : Война в Ингушетии) est un conflit post-soviétique qui a commencé en 2007 par une insurrection en Ingouchie liée au conflit séparatiste en Tchétchénie. Ce conflit a été décrit comme une « guerre civile » par les militants locaux des droits de l'homme et l'opposition ; d'autres l'ont qualifié de « soulèvement ». À la mi-2009, l'Ingouchie avait dépassé la Tchétchénie en tant que république du Caucase du Nord la plus violente. Cependant, en 2015, l'insurrection dans la République s'était considérablement affaiblie et le nombre de victimes avait considérablement diminué dans les années qui ont suivi.

## Déroulement
Le 26 juillet 2007, une opération de sécurité massive a été lancée en Ingouchie, déclenchée par une série d'attaques dont une tentative d'assassinat contre le président Murat Zyazikov (en) cinq jours plus tôt. Moscou a envoyé 2 500 soldats supplémentaires du MVD, triplant presque le nombre de forces spéciales en Ingouchie. Au cours des jours suivants, des centaines d'hommes ont été rassemblés lors des ratissages, tandis que plusieurs agents de sécurité ont été tués et blessés dans les attaques continues. En octobre 2007, la police et les forces de sécurité en Ingouchie ont reçu l'ordre de cesser d'informer les médias de tout "incident de nature terroriste."
En 2008, Magomed Yevloyev (en), propriétaire du site d'opposition très critique Ingouchie.ru (en), a été tué alors qu'il était en garde à vue. Les conséquences du meurtre ont été marquées par une recrudescence des activités séparatistes et de l'animosité envers la Russie et les russes au sein de la population ingouche. Au centre de cette controverse se trouvait le président profondément impopulaire Murat Zyazikov, un ancien général du KGB qui a été critiqué à la fois par des groupes de défense des droits de l'homme et par certains membres du gouvernement russe. Le ministre de l'Intérieur ingouche Musa Medov a été ciblé par un kamikaze en octobre 2008. Finalement, on a demandé à Zyazikov de démissionner. Le 30 octobre 2008, le président russe Dmitri Medvedev a signé un décret pour destituer Zyazikov de ses fonctions et le remplacer par le lieutenant-colonel Iounous-bek Evkourov. Cela a été salué par l'opposition ingouche comme une victoire.
Cependant, la violence n'a pas cessé. Selon des sources policières, près de 50 personnes (dont 27 rebelles, 18 policiers et deux civils) sont mortes dans les affrontements quasi quotidiens dans cette petite république (moins de 500 000 habitants) au cours des trois premiers mois de 2009. Les assassinats et tentatives d'assassinats de personnalités de premier plan se sont poursuivies. Le 10 juin 2009, Aza Gazgireeva (en), la juge en chef adjointe de la Cour suprême d'Ingouchie (en), a été abattue et le 13 juin, l'ancien vice-Premier ministre Bashir Aushev (en) a été abattu devant son domicile. Le président ingouche Evkourov a été grièvement blessé dans un attentat-suicide le 22 juin et le ministre de la Construction Ruslan Amerkhanov (en) a été abattu dans son bureau en août. En octobre 2010, la branche ingouche du groupe islamiste de l'émirat du Caucase a annoncé un moratoire sur le meurtre de policiers. Selon le président Evkourov, 400 policiers avaient été tués en Ingouchie au cours des cinq années précédant le 2 octobre 2010.
Après 2010, les niveaux de violence en Ingouchie ont commencé à baisser, cette tendance s'est poursuivie, le nombre total de victimes dans la République diminuant de plus de 60 % entre 2013 et 2014. En 2014, le chef de l'insurrection Arthur Getagazhev (en) a été tué par forces de sécurité. À la mi-2015, Evkourov a déclaré que l'insurrection dans la République avait été "vaincue". Il a déclaré que 80 combattants du groupe s'étaient rendus et avaient été amnistiés et que les insurgés actifs restants avaient été considérablement réduits. Les raisons suggérées pour ce déclin, qui s'est reflété plus largement tout au long de l'insurrection dans le Caucase du Nord, comprenaient la mort de commandants insurgés de haut rang, le ciblage accru par les forces de sécurité de l'infrastructure de soutien sur laquelle s'appuyaient les insurgés et un exode d'insurgés vers d'autres zones de conflit.